# Alex Boisvert-Lacroix
Alex Boisvert-Lacroix (* 8. dubna 1987 Sherbrooke, Québec) je kanadský rychlobruslař.
Prvních reprezentačních závodů se zúčastnil na začátku roku 2012, kdy nastoupil do Světového poháru. Od té doby získal několik medailí ze sprinterských tratí na kanadských rychlobruslařských šampionátech. Na Mistrovství světa debutoval v roce 2016, kdy zároveň v závodě na 500 m vybojoval bronzovou medaili. O několik týdnů později startoval i na MS ve sprintu, kde skončil na 18. příčce. Zúčastnil se Zimních olympijských her 2018, kde v závodě na 500 m skončil na 11. místě. Na premiérovém Mistrovství čtyř kontinentů 2020 získal v závodě na 500 m stříbrnou medaili.